# Drie motorfietsen... of vier
Drie motorfietsen... of vier is het zeventiende stripalbum uit de stripreeks Jeremiah. Het album is geschreven en getekend door Hermann Huppen. Van dit album verschenen tot nu toe een druk, bij uitgeverij Dupuis in de collectie Spotlight, in 1994.

## Dossier de wereld volgens Jeremiah
Dit album heeft als extra een dossier van 24 pagina's met achtergrondinformatie over de totstandkoming van de reeks en beschrijvingen van alle tot dan uitgebracht delen. 

## Inhoud
Jeremiah keert terug naar tante Martha en haar partner in Langton om hen te helpen bij de verbouwing van hun huis. Hij is alleen, zonder Kurdy Malloy, omdat Martha niets van hem hebben moet. Kurdy verdoet zijn tijd in de kroeg, raakt betrokken bij een knokpartij en maakt vijanden. Plotseling duikt Stonebridge op en vraag om hulp omdat een motorbende hem achtervolgt om een buit van twijfelachtige afkomst af te persen. 